# Вулиця Кушевича
Ву́лиця Кушевича — невеличка вулиця в Шевченківському районі Львова, в місцевості Підзамче, що сполучає вулиці Долинського та Лемківську. 

## Історія та назва
Вулиця виникла на початку XX століття й до 1946 року — вулиця Самуїла Кушевича, названа так на честь бурмистра Львова та мемуариста XVII століття Казимира Самуїла Кушевича. Упродовж 1946—1993 років — вулиця Клубна, через розташування на ній клубу Львівського трамвайно-тролейбусного управління (клуб «трамвайників», нині — Міський палац культури імені Гната Хоткевича). У 1946 році частину вулиці Кушевича приєднали до сусідньої вулиці Лімановського та перейменували на честь львівського художника епохи бароко Луки Долинського. Свою теперішню назву — Серафима Кушевича ця невеличка вулиця отримала у 1993 році, на честь українського священика з Волині Серафима Кушевича, розстріляного 3 грудня 1937 року в радянському концтаборі «БелБалтЛаг».

## Забудова
Вулиця забудована кам'яницями, спорудженими у першій половині XX століття у стилі історизму, присутній також й польський конструктивізм (буд. № 1).
№ 1 — міський палац культури імені Гната Хоткевича, збудований у 1934—1938 роках за спільним проєктом архітекторів Тадеуша Врубеля та Леопольда Карасинського в стилі функціоналізму як клуб спілки працівників комунальних служб міста Львова. У міжвоєнний період в приміщенні тодішнього клубу діяли звуковий кінотеатр «Світовид» та управа третьої міської дільниці. Під час німецької окупації тут певний час функціонував юденрат — орган управління єврейської громади у гетто. Щодо назви установи, то вона змінювалася неодноразово, так, зокрема від 1946 року — робітничий клуб, у 1970-х роках — клуб Львівського трамвайно-тролейбусного управління (клуб «трамвайників»), у 1980 році перейменований на Палац культури працівників місцевої промисловості комунально-побутових підприємств імені Героя Радянського Союзу М. І. Кузнецова, а вже на початку 1990-х років отримав сучасну назву — міський палац культури імені Гната Хоткевича. Від 2000 року палац є членом європейської асоціації установ вільного часу.
2018 року львівські архітектори організації «Urbanideas» напрацювали проект облаштування багатофункціонального громадського простору на площі перед входом до палацу культури імені Гната Хоткевича, де можна буде відпочити та провести будь-який культурний захід. У 2021 році в межах програми «100 років модернізму у Львові» Бюро спадщини ознакувало будинок інформаційною табличкою.
№ 5 — будинок споруджений у 1905—1907 роках у стилі пізньої сецесії для потреб 5-ї цісарсько-королівської гімназії, що була заснована 1889 року при Бернардинському монастирі. Пізніше — 5-а міська народна гімназія імені Гетьмана Станіслава Жолкевського. Цю гімназію відвідувало багато русинської (української) молоді, оскільки заклад був розташований на передмісті. Зокрема, тут здобув освіту відомий український композитор Василь Барвінський. За радянських часів, упродовж 1944—1991 років, у приміщенні колишньої гімназії спочатку діяла партійна школа при львівському обкомі КП(б)У, потім Львівська республіканська школа кіномеханіків, згодом Львівський республіканський технікум кінематографії. Від часів незалежності тут містяться львівська філія Київського національного університету культури і мистецтв та від 2000 року — львівська філія Європейського університету.
№ 7 — цю адресу мали два будинки: двоповерховий житловий будинок та одноповерхове нежитлове приміщення, збудовані на початку ХХ століття. У 2015—2017 роках нежитлове приміщення було розібране, натомість, до житлової двоповерхівки прибудовано дев'ятиповерховий житловий будинок (вул. Лемківська, 9а) з приміщеннями комерційного призначення.

## Меморіали, пам'ятні та меморіальні таблиці
16—17 травня 1936 року в приміщенні клубу спілки працівників комунальних служб міста Львова (нині — міський палац культури імені Гната Хоткевича) відбувався так званий антифашистський конгрес діячів культури Західної України, Західної Білорусії та Польщі, що перебували під впливом лівих політичних сил — КПЗУ та КПП. 1956 року цю подію було відзначено меморіальною таблицею, що була встановлена біля центрального входу до будинку. На початку 1990-х років демонтована.
За тильним фасадом будівлі, ближче до зупинки громадського транспорту на проспекті Чорновола, розташований меморіал жертвам львівського ґетто 1941—1943 років, відкритий 1992 року (скульптори Луїза Штернштейн, Юрій Шмуклер, архітектор Василь Пліхівський).